# Dezsőháza
Dezsőháza (románul: Satu Mic) falu Romániában, a Partiumban, Arad megyében.

## Fekvése
Pankotától keletre fekvő település.

## Története
A falut 1888-ban említette először oklevél már mai Dezsőháza néven.
1910-ben 707 lakosa volt, melyből 694 fő magyar, 9 német volt. A népességből 698 fő római katolikus volt.
A trianoni békeszerződés előtt Arad vármegye Tornovai járásához tartozott.
A 2002-es népszámláláskor 225 lakosa közül 137 fő (60,9%) román, 87 (38,7%) magyar, 1 fő (0,4%) német nemzetiségű volt.